# Cimetière de Montoie
Le cimetière de Montoie est le deuxième plus important cimetière de Lausanne en Suisse, après celui du Bois-de-Vaux. Entré en fonction en 1972, il est situé à flanc de colline et est séparé en paliers reliés par des allées elliptiques.

## Histoire
Le cimetière de Montoie fut construit en 1972 sur un cimetière en grande partie désaffecté. Il fut édifié, sous la direction de l'architecte paysagiste A.-F. Desarzens, par le service des parcs et promenades de la ville et par l'entreprise paysagiste A. Fatio et Cie. Le complexe funéraire, avec ses chapelles et son crématorium, fut dessiné par l'architecte lausannois Frédéric Brugger. Certains monuments funéraires de l'ancien cimetière, choisis pour leur caractère ancien, furent placés sur la zone d'accueil. En outre, quelques concessions de l'ancien cimetière furent conservées jusqu'en 1980.

## Caractéristiques
Les courbes tracées par les allées et les murs des columbariums permettent d'éviter les alignements de tombes et une meilleure intégration au site. Le dessin sinueux du lieu permit de plus de conserver de nombreux arbres préexistants. Il s'agit d'un cimetière de 7 000 emplacements, exclusivement réservé à l'inhumation de cendres. Les corps sont enterrés dans l'autre cimetière de la ville, au Bois-de-Vaux. Les monuments sont placés directement dans le gazon, sans cadres de pierres.

## Personnalités
De nombreuses personnalités y reposent, dont Charles Bessières, William Haldimand, Marc Dufour, Henri Warnery, Louis Boissonnet et Paul Maillefer. Leurs tombes font partie de celles conservées de l'ancien cimetière.

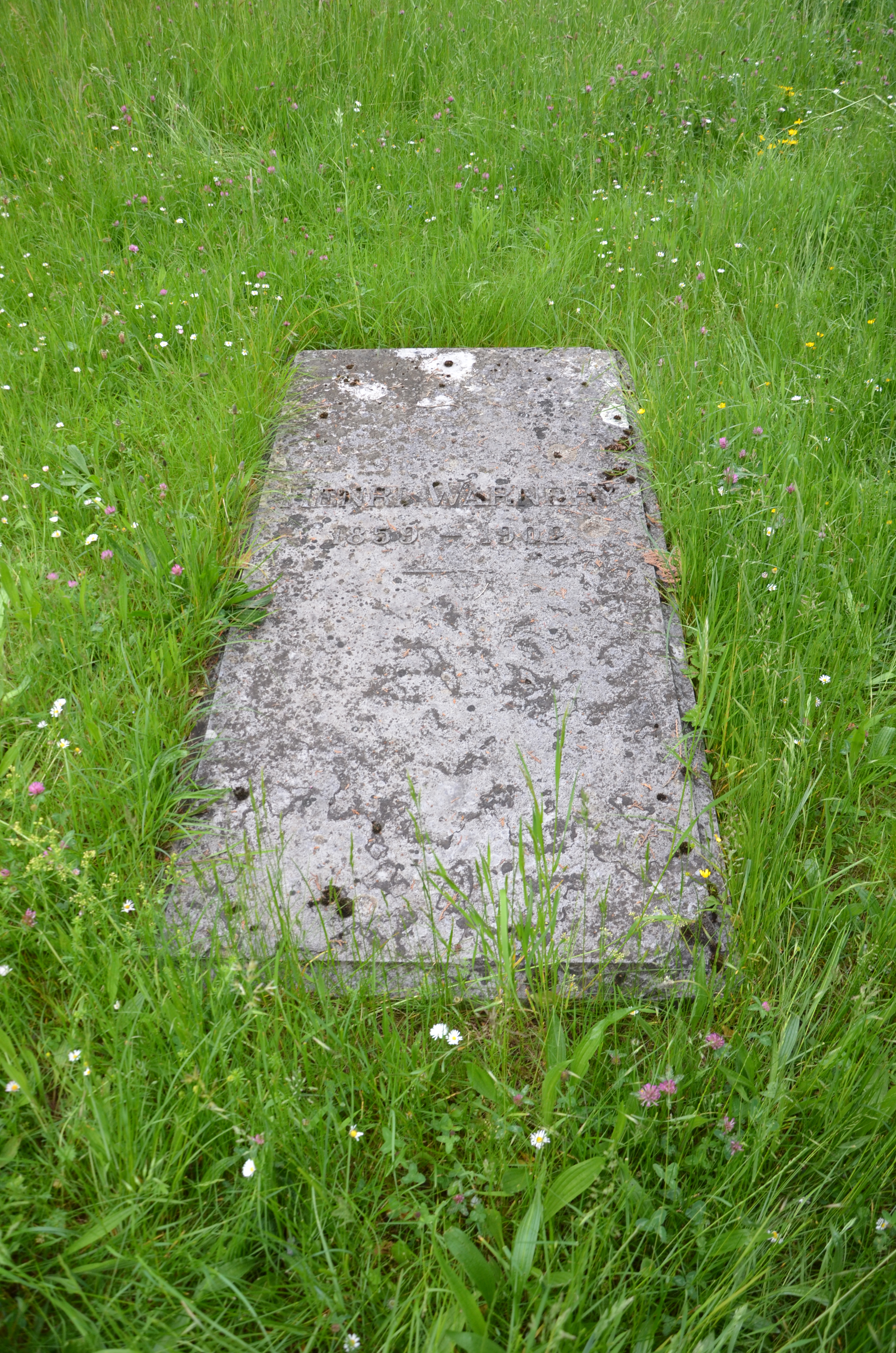
Tombe du poète Henri Warnery.
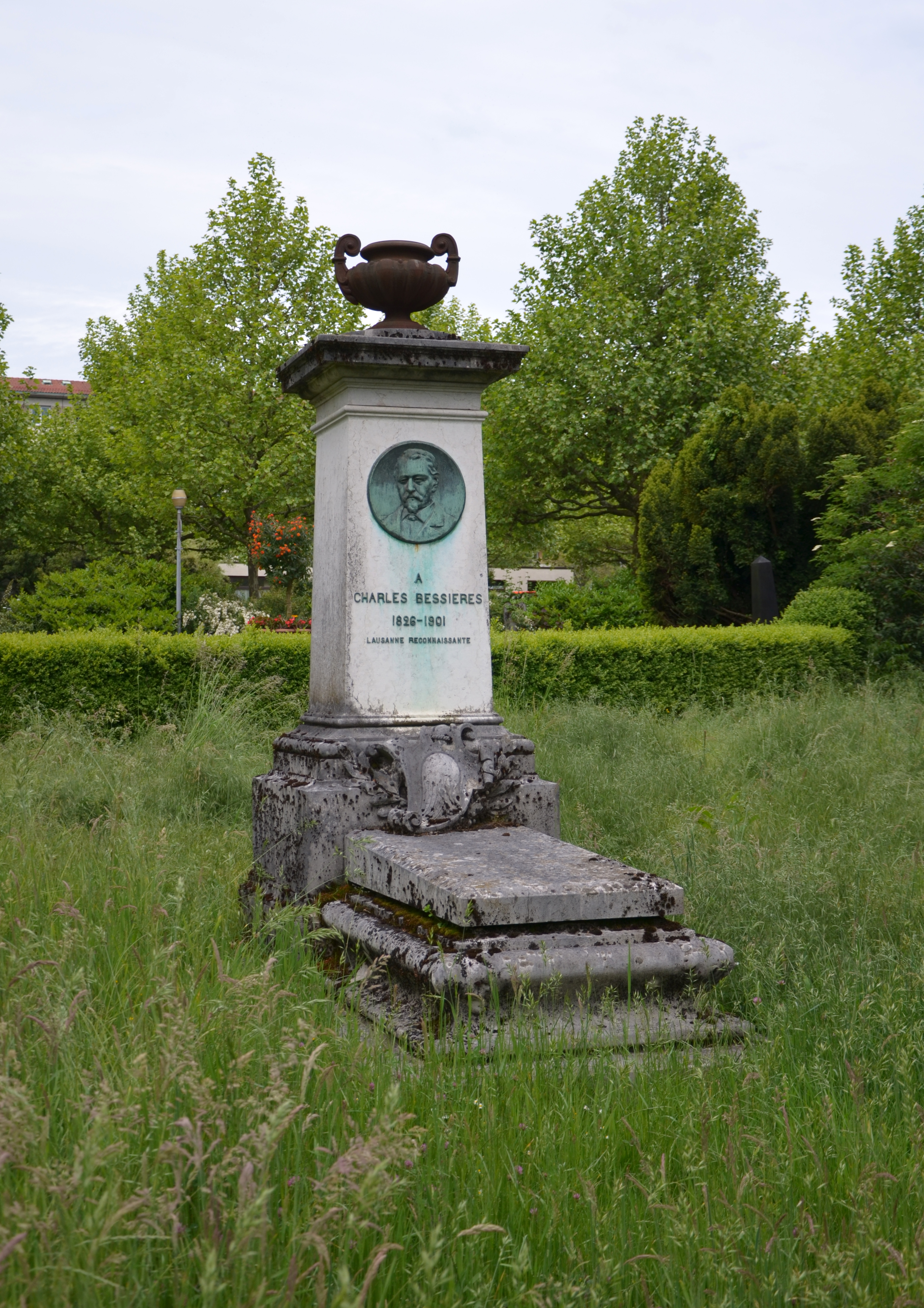
Tombe du bijoutier, agent d'affaires, banquier, conseiller communal et philanthrope Charles Bessières.
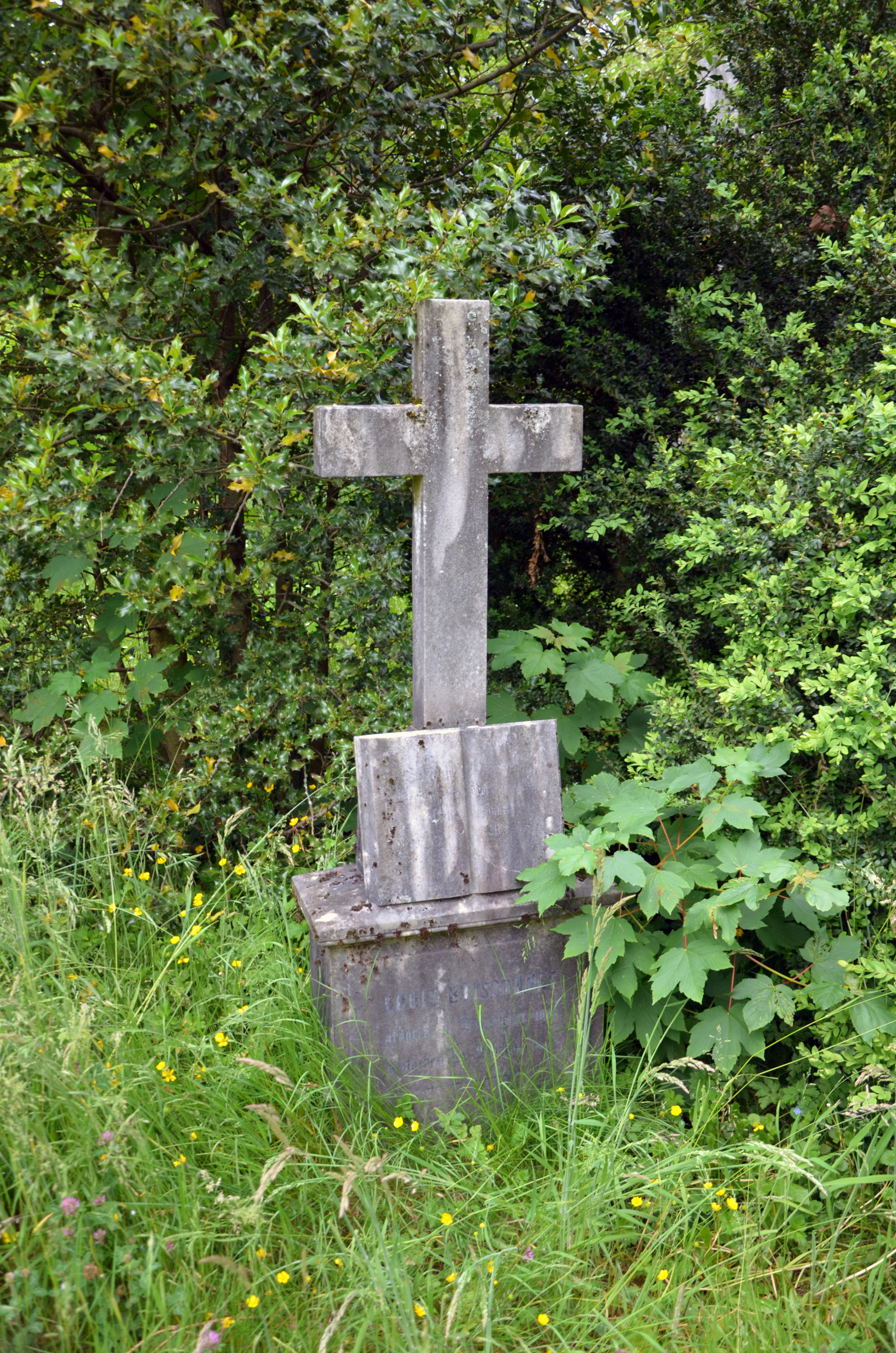
Tombe de l'ingénieur Louis Boissonnet.
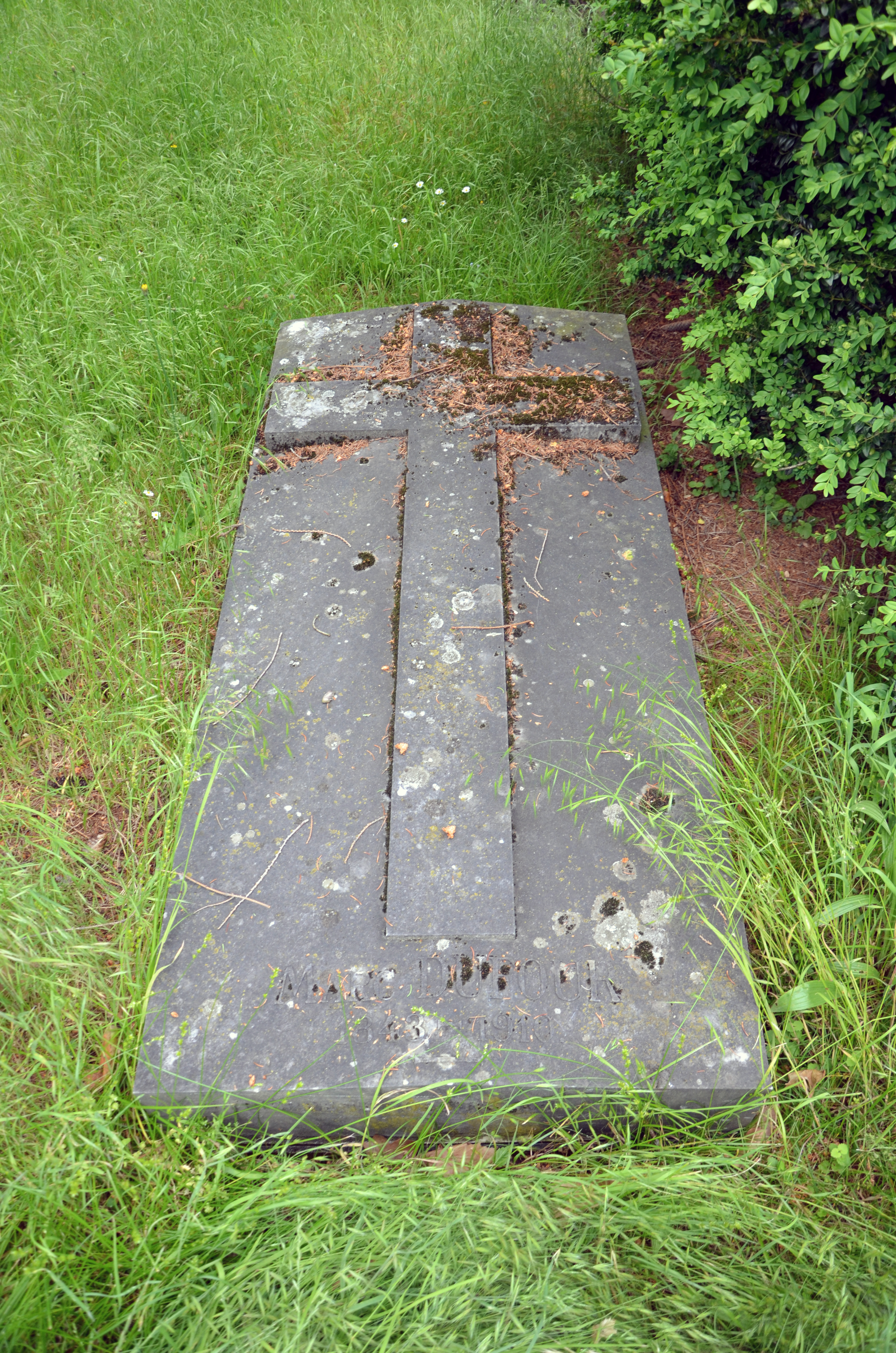
Tombe de l'ophtalmologue Marc Dufour.
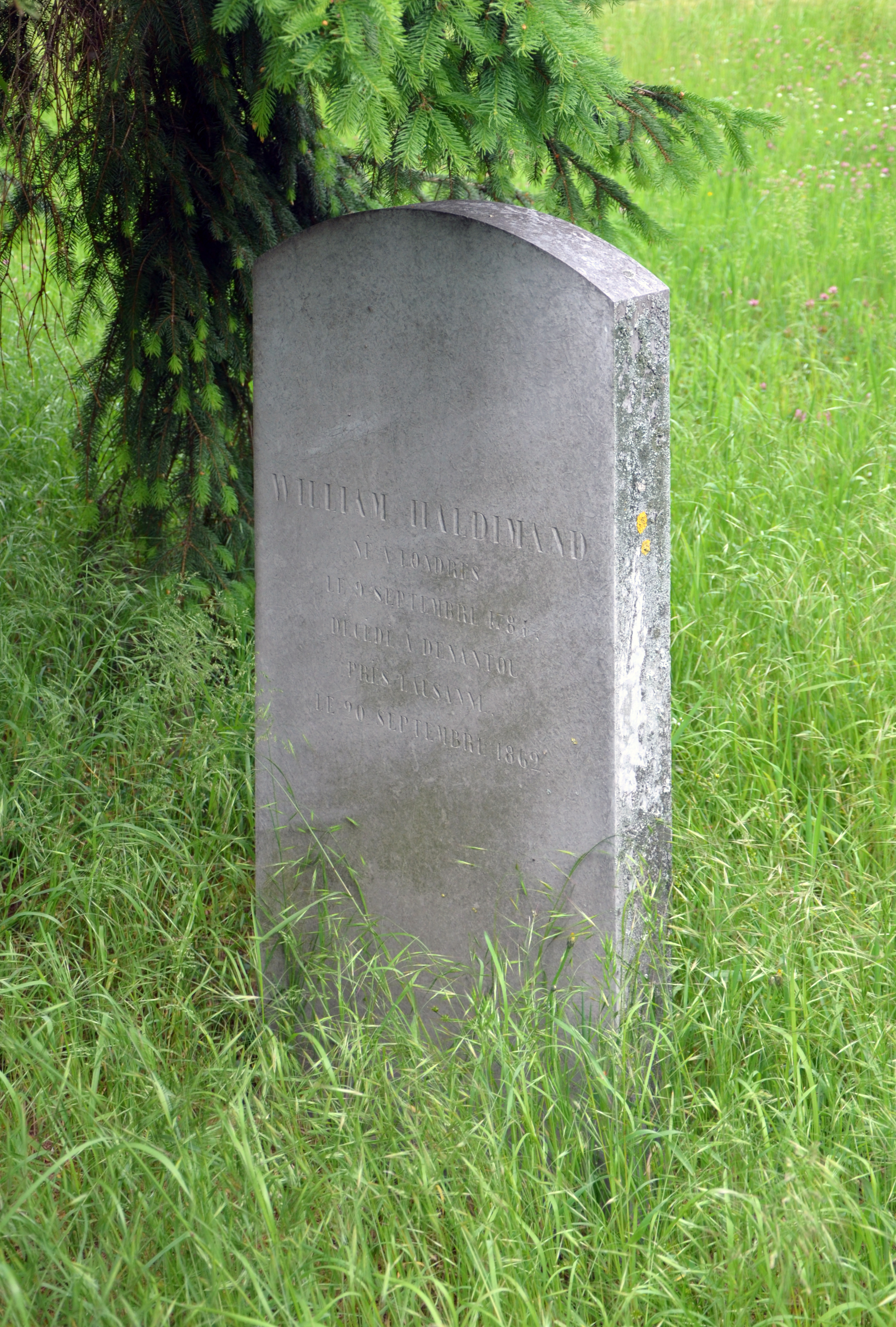
Tombe du banquier, homme d’affaires et mécène anglo-suisse William Haldimand.
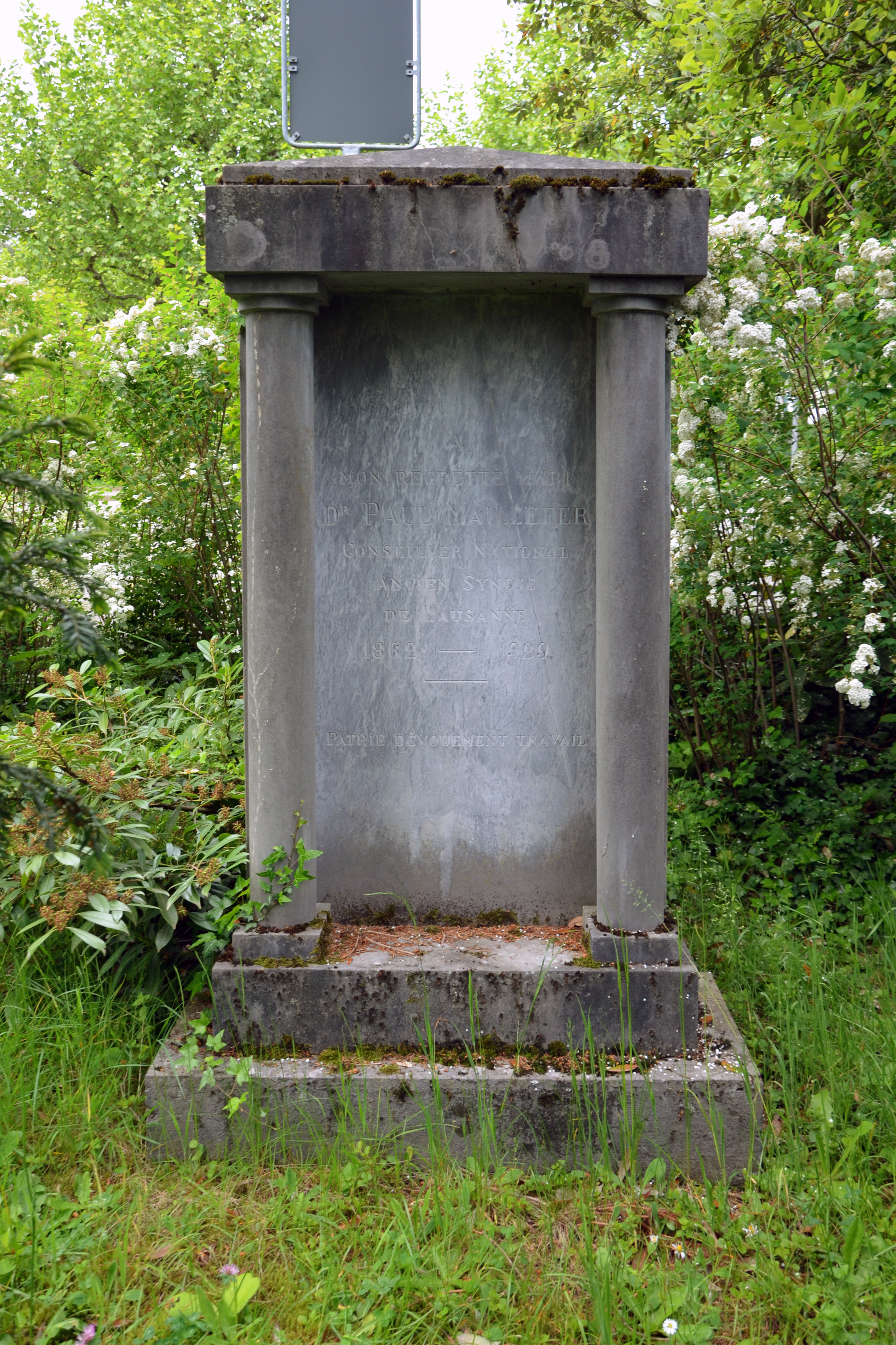
Tombe de l'historien et politicien vaudois Paul Maillefer.